# Witold Majchrzycki
Walter Witold Majchrzycki est un boxeur polonais né le 4 février 1909 à Berlin et mort le 4 décembre 1993 à Poznań.

## Carrière
Sa carrière amateur est principalement marquée par une médaille d'argent remportée aux championnats d'Europe de 1930 dans la catégorie des poids welters et une médaille d'argent remportée aux championnats d'Europe de 1934 dans la catégorie des poids moyens.

## Palmarès

### Championnats d'Europe
- Médaille d'argent en -66,7 kg en 1930 à Budapest, Hongrie
- Médaille d'argent en -72,6 kg en 1934 à Budapest, Hongrie